# Waltham Watch Company

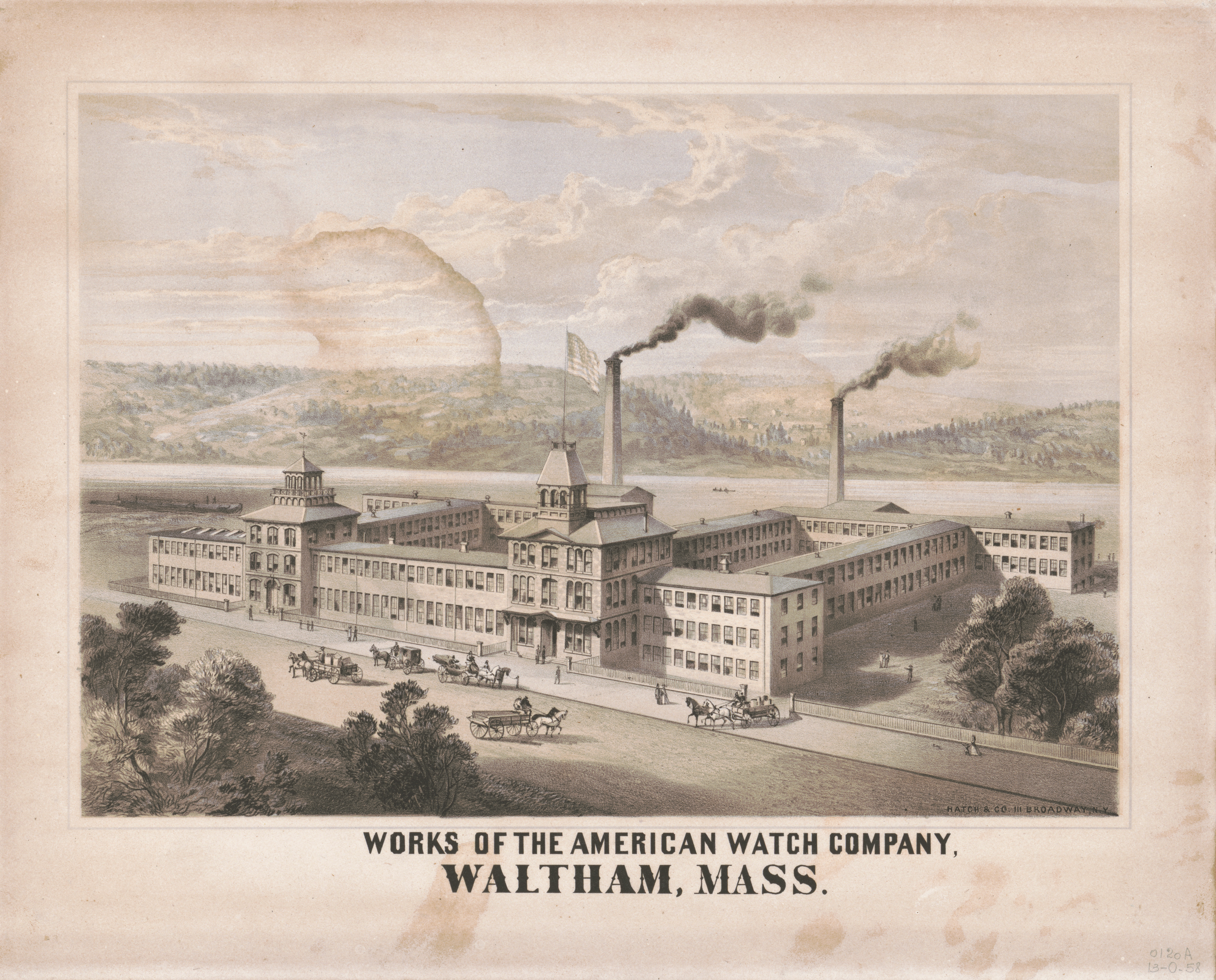
Fabrikgebäude der Waltham Watch Company im späten 19. Jahrhundert

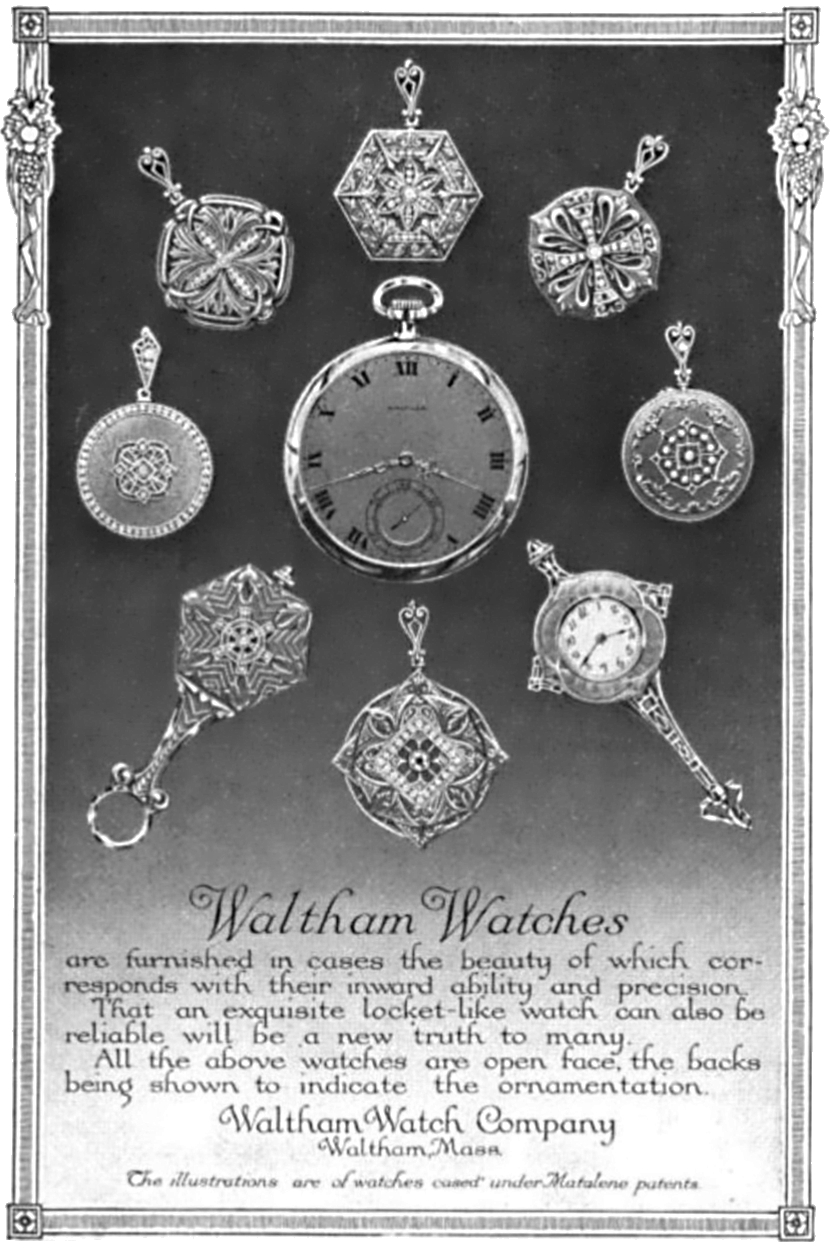
Zeitungsanzeige von 1913

Waltham Watch Company war ein US-amerikanischer Uhrenhersteller. In über 100 Jahren des Bestehens wurden ca. 40 Millionen Armband-, Stand- und Wanduhren, Tachometer, Kompasse, Zeitzünder und andere Präzisionsinstrumente von höchster Qualität hergestellt. Es besteht keine Verbindung zu den unabhängigen, ehemaligen Fahrrad-, Motorrad- und Automobilherstellern Waltham Manufacturing Company, und American Waltham Manufacturing Company und Waltham Automobile Company.

## American Horology Company (1852–1853)
Aaron Lufkin Dennison arbeitete seit 1849 daran, eine Uhr mit austauschbaren Teilen zu entwickeln, um so eine Serienfertigung zu ermöglichen. Zu diesem Zweck gründete er 1850 gemeinsam mit David Davis und Edward Howard (1813–1904) zunächst die „Dennison, Howard & Davis Company“, aus der kurz darauf die „American Horology Company“ in Roxbury, Massachusetts, hervorging. Den ersten Prototyp nach diesem Konzept entwickelte Dennison mit den Brüdern David S. Marsh (1827–1901) und Oliver B. Marsh. Er existiert noch. Zum Ende des Jahres 1852 wurden die ersten Uhren fertiggestellt. Die ersten 17 Uhren, mit der Prägung „The Warren Mfg Co“, wurden an das Management des Unternehmens verteilt. Die Uhren mit den Nummern 18 bis 100 wurden als „Warren Boston“ und weitere 800 als „Samuel Curtis“ geprägt. Eine kleinere Anzahl mit dem Namen „Fellows & Schell“ wurden zu je $40,00 verkauft.

## Boston Watch Company (1853–1857) und Waltham
Der Firmenname wurde im September 1853 in „Boston Watch Company“ geändert. Es wurde eine neue Werkstatt in Waltham Massachusetts am Ufer des Charles River gebaut; diese Werkstatt sollte im Laufe der Zeit zu einer gewaltigen Größe anwachsen. Im Oktober 1854 siedelte das Unternehmen endgültig nach Waltham über. Die weiteren Arbeiten (1001–5000) wurden mit den Marken „Dennison, Howard, & Davis“, „P.S.Bartlett“ und „C.T. Parker“ versehen.

## Neuanfang und American Waltham Watch Company (1857–1883)
Nach einer ersten Insolvenz wurde das Unternehmen an Royal E. Robbins († 1902) versteigert, der es im Mai 1857 als „Appleton Tracy & Co“ reorganisierte. Mit dieser Marke wurden die weiteren Arbeiten, das Modell 1857 (Nr. 5001 bis 14.000), hergestellt. Außerdem wurde die Marke „C.T. Parker“ als Modell 1857 eingeführt, hiervon wurden 399 Stücke gefertigt. Dazu kamen noch 598 Chronometer.
Edward Howard gründete nach seinem Ausscheiden die Howard Watch Company in Boston (Massachusetts).
Die „Waltham Improvement Co.“ fusionierte im Januar 1859 mit der „Appleton, Tracy & Co.“ zur „American Watch Company“ (AWCo). 1861, nach der Wahl von Präsident Lincoln, begann der Amerikanische Bürgerkrieg. Die Fertigung der Uhren ging zurück, jedoch gelang es dem Unternehmen dank strenger Sparmaßnahmen zu überleben.
Waltham wurde danach zum Hauptlieferant von Eisenbahnchronometern für verschiedene nordamerikanische Eisenbahngesellschaften, und exportierte diese später auch in 52 andere Länder der Welt. Anlässlich der Centennial Exposition in Philadelphia stellte Waltham 1876 die erste vollautomatische Schreibmaschine vor und gewann damit die Goldmedaille im ersten internationalen Uhren-Präzisions-Wettbewerb. Nicht nur die amerikanische Uhrenbaukunst, sondern die in der ganzen Welt verdankt den ersten Mitgliedern der Waltham Watch Company, wie Bacon, Church, Dennison, Fogg, H. Marsh, Webster und Woerd, viele ihrer Erfindungen und Entwicklungen.

## 20. Jahrhundert
Im Jahre 1885 wurde die Firma in „American Waltham Watch Co.“ (AWWCo) geändert. In den folgenden 32 Jahren wurde dieser Name beibehalten.
1898 führte die American Waltham Watch Company ihre neue Modell 99 / Size 16 Uhr ein. Total wurden 500.000 Uhren hergestellt.
1917 erfolgt erneut eine Umfirmierung in „Waltham Watch Co.“ (WWCo), im Jahr 1923 dann in „Waltham Watch and Clock Company“ und schließlich 1925 in „Waltham Watch Company“ (WWC). Von der Canadian Pacific Railway erhielt die Waltham Watch Company den Auftrag, zwei hochwertige Arten von Taschenuhren herzustellen. Der größere Posten ist gekennzeichnet durch das auf dem Werk eingravierte shield and beaver emblem of the Railway und wird heute als „CPR“-Typ (Canadian Pacific Railway-Typ) bezeichnet. Die zweite Gruppe hat den Schriftzug „CRT“ (Canadian Railway Time Service) auf dem Werk eingraviert. Beide Arten dieser Eisenbahneruhren sind heute begehrte Sammlerstücke. Am 28. Dezember 1948 musste die Waltham Watch Company Bankrott anmelden.
1957 wurde die Waltham Watch Company in den USA geschlossen. Die 1954 in der Schweiz von Waltham International gegründete Niederlassung vertreibt weiterhin in der Schweiz hergestellte Uhren unter dem Label „Waltham“.